# 6 Korpus Armijny (Imperium Rosyjskie)
6 Korpus Armijny (ros. 6-й армейский корпус, 6 ак) – korpus Armii Imperium Rosyjskiego.

## Formowanie i zmiany organizacyjne
6 KA powstał w 1830 z przemianowania Samodzielnego Korpusu Litewskiego. W 1831 uczestniczył w tłumieniu powstania listopadowego. Po upadku powstania korpus rozwiązano.
Ponownie 6 KA został sformowany 19 lutego 1877. Korpus stacjonował na terenie Warszawskiego Okręgu Wojskowego, a jego sztab mieścił się w garnizonie Łomża i Białystok (do 1 lutego 1913 i po 1 kwietnia 1914). W 1913 roku naczelnym lekarzem korpusu był gen. lek. Aleksander Bernatowicz.
W sierpniu 1917 uległ ukrainizacji i pod nazwą II Siczowy Korpus Zaporoski (dowódca generał Gieorgij Mandryka) wszedł w skład Armii Czynnej Ukraińskiej Republiki Ludowej. 6 października żołnierze 6 KA zażądali zwołania zjazdu Rad i ustanowienia władzy radzieckiej.

## Dowódcy korpusu
- gen. piechoty A. A. Błagowieszczenskij (wrzesień 1912 – sierpień 1914)
- gen. por.  Piotr Bałujew (sierpień – listopad 1914)
- gen. por. Wasilij Gurko (listopad 1914 – luty 1916)
- gen. por. A. J. Gutor (marzec 1916 – kwiecień 1917)
- gen. por. A. A. Dmitiew (kwiecień 1917)
- gen. por. W. W. von Notbek (kwiecień – wrzesień 1917)
- gen. mjr P. A. Markodiejew (od września 1917)

## Struktura organizacyjna
Organizacja w 1914
- dowództwo i sztab – Łomża
- 4 Dywizja Piechoty – Łomża
- 16 Dywizja Piechoty – Białystok
- 4 Dywizja Kawalerii – Białystok
- 6 dywizjon haubic – Łuków
- 10 batalion saperów – Nowogród
- Kadra 1 batalionu taborów

## Podporządkowanie
- 2 Armii (od 2 sierpnia 1914)
- 10 Armii (od 22 września 1914)
- 1 Armii (2 października – 15 grudnia 1914)
- 2 Armii (7 stycznia – 4 maja 1915)
- 11 Armii (8 czerwca – grudzień 1917)